# Encarnación Hernández Luna
Encarnación Hernández Luna, conocida como Luna (Benejama, 1912-Quebec, 2004) fue comandante del ejército republicano durante la guerra civil española.

## Trayectoria
Nació en Benejama, hija de Dolores Luna Sarrió y Andreu Hernàndez Richard, republicanos convencidos; tuvo un hermano, Andreu, que también luchó en el Ejército Popular.
Se trasladó a vivir a Madrid donde trabajaba  en la sección textil de los Almacenes Rodríguez de la Gran Vía, cuando estalló la Guerra civil. Afiliada al Partido Comunista de España (PCE), se incorporó,  voluntaria a la 22 Brigada Mixta de Ametralladoras del Quinto Regimiento. Fue ascendiendo por méritos de guerra en la 11 División (conocida como la División Lister), siendo primero  teniente, en enero de 1937, y luego capitán, en junio de 1937.
Mientras combatía en la Sierra de Guadarrama conoció al brigadista cubano Alberto Sánchez, que luchaba en el sector de Buitrago, con el que se casaría tras la batalla de Guadalajara. Ofició la ceremonia Enrique Líster.
Encabezó una compañía de ametralladoras bajo las órdenes de Rogelio Pando. Su marido murió el 25 de julio defendiendo Brunete. Pablo Neruda, amigo de los esposos, le dedicó un poema. Tras la batalla del Ebro fue ascendida a comandante de Brigada. Su confirmación en el cargo de capitana fue publicada en el Diario Oficial del Ministerio de Defensa republicano.
Sobrevivió a la militarización de las milicias republicanas, siendo una de las 31 mujeres que alcanzaron graduación militar en el Ejército Popular. De ellas fue la que consiguió mayor graduación. El asesor soviético Rodimtsev, en sus memorias, elogió el talento para la lucha de Hernández Luna: su visión táctica, sus dotes de mando, su capacidad para aprovechar el terreno y emplazar las ametralladoras donde podían ser claves.

### Exilio y muerte
Al acabar la guerra, Hernández Luna se exilió con su padre a Francia, de donde partió a la Unión Soviética. Allí trabajó para la Internacional Comunista. Después marchó a Canadá donde vivió hasta su muerte con otro nombre. Falleció en Quebec en 2004.

## Reconocimiento
Una calle del municipio madrileño de Getafe lleva su nombre.